# Pierre-François Bernier
Pour les articles homonymes, voir Bernier.
Pierre-François Bernier est un astronome français né le 19 novembre 1779 à La Rochelle (Charente-Maritime) et mort le 6 juin 1803  au large des côtes de l'île de Timor.
Il est du voyage de découvertes aux terres australes de l'Expédition Baudin que commande Nicolas Baudin au départ du Havre à compter du 27 vendémiaire an IX (19 octobre 1800) et laisse sa vie durant cette expédition scientifique à bord du Géographe en mer de Timor.
Située en Australie-Occidentale à l'entrée de la baie Shark, l'île Bernier porte son nom, de même que le cap Bernier sur la côte orientale de la Tasmanie.

## Biographie
Pierre-François Bernier naît à La Rochelle le 19 novembre 1779,, dans une famille nombreuse. Son père François est secrétaire de l'intendance, sa mère, Marie Anne Moreau, est la fille d'un maître perruquier, originaire de Varesnes (Oise) et installé à La Rochelle. Une sœur de sa mère, Marie Moreau, s'est fait connaître en 1779 comme auteure de comédies et de romans, et épouse en 1781 Antoine Grimoald Monnet, inspecteur général au Corps royal des mines depuis 1776.

### Séjour à Montauban
Son père perd son emploi de secrétaire de l'intendance par suite de la réorganisation administrative de la France de 1789, et son fils n'aura de cesse plus tard que de « remettre ses parents comme ils étaient, avant la révolution, c'est-à-dire aisés, mais sans opulence ». Il se prive de tout pour ne rien négliger dans l'éducation de son fils qu'il envoie, sans doute à Montauban, pendant sept ans chez un instituteur nommé Pastoret de Gallian, où, dès l'âge de quatorze ans, il se révèle un élève brillant. Il se lie d'amitié avec Ingres, originaire de Montauban, qui lui montre le dessin.
Afin de ne pas être à la charge de ses parents et pour se procurer les livres nécessaires à son goût pour les sciences, Bernier se décide à entrer dans l'étude d'un notaire et y travaille environ un an. Il manque bientôt de moyens pour se procurer des livres plus approfondis. L'astronome Duc La Chapelle l'accueille avec empressement et lui donne accès aux livres de sa bibliothèque, entre autres l'Abrégé d'astronomie de Jérôme de Lalande : « mon ami, ma bibliothèque, mon observatoire sont à votre disposition ; venez habituellement chez moi, vous me ferez toujours plaisir ».
Très rapidement, Duc La Chapelle – membre associé non résidant de l'Institut national (section d’astronomie), depuis le 9 ventôse an IV (28 février 1796) – informe son correspondant Lalande – membre résidant de l'Institut national (section d'astronomie), depuis le 29 brumaire an IV (20 novembre 1795) – de la qualité des observations de son élève lequel, peu de temps après, le 7 floréal an V (26 avril 1797), donne des preuves de son aptitude et de ses progrès.
Le peu de fortune de Bernier ne lui permet pas de s'adonner exclusivement à l'astronomie. Conscient que ses parents comptent sur lui pour leurs vieux jours, Bernier se décide à se présenter à l'École polytechnique. Il se rend au jury d'examen de Toulouse où il est interrogé le 24 vendémiaire an VIII (16 octobre 1799) par Monge,, sans succès puisqu'on ne le trouve pas dans les effectifs de la promotion 1799 (An VIII). Bernier se montre extrêmement appliqué durant les trois dernières années, 1797, 1798 et 1799, qu'il passe à Montauban.

### Séjour à Paris
L'astronome Lalande le fait alors venir à Paris en lui proposant de le loger chez lui. Bernier arrive le 11 pluviôse an VIII (31 janvier 1800) et découvre avec enthousiasme l'observatoire du Collège de France. Il retrouve dans la capitale son ami Ingres qui lui a appris jadis le dessin à Montauban, et qui, élève distingué de David, peint son portrait. Mais Bernier ne se plaît guère à Paris. Il apprend qu'il est question d'une expédition pour les pays éloignés, pour de nouvelles découvertes, à la Nouvelle-Hollande. La crainte de la conscription, le désir de se faire connaître pour progresser, le déterminent à se porter candidat, projet auquel Lalande tente vainement de s'opposer, jugeant son élève davantage nécessaire à l'astronomie pour des choses plus difficiles.
Âgé de moins de vingt-et-un ans, encore mineur, il écrit à ses parents pour avoir leur agrément ; ces derniers le laissent maître de son choix. Bernier est nommé avec Frédéric de Bissy astronome de l'expédition le 17 thermidor an VIII (5 août 1800), par la commission de l'Institut et part pour le Havre le 6 vendémiaire an IX (28 septembre) où il rejoint tous ceux appelés à faire partie de l'expédition Baudin. Les officiers, officiers mariniers et équipages ont été choisis avec un soin extrême : vingt-deux savants civils, dont deux astronomes, deux ingénieurs géographes, un ingénieur du génie maritime, cinq zoologistes (dont le zoologiste et médecin François Péron, élève de Cuvier), trois botanistes et trois dessinateurs chargés de constituer un véritable reportage sur les pays visités.

### Expédition Baudin

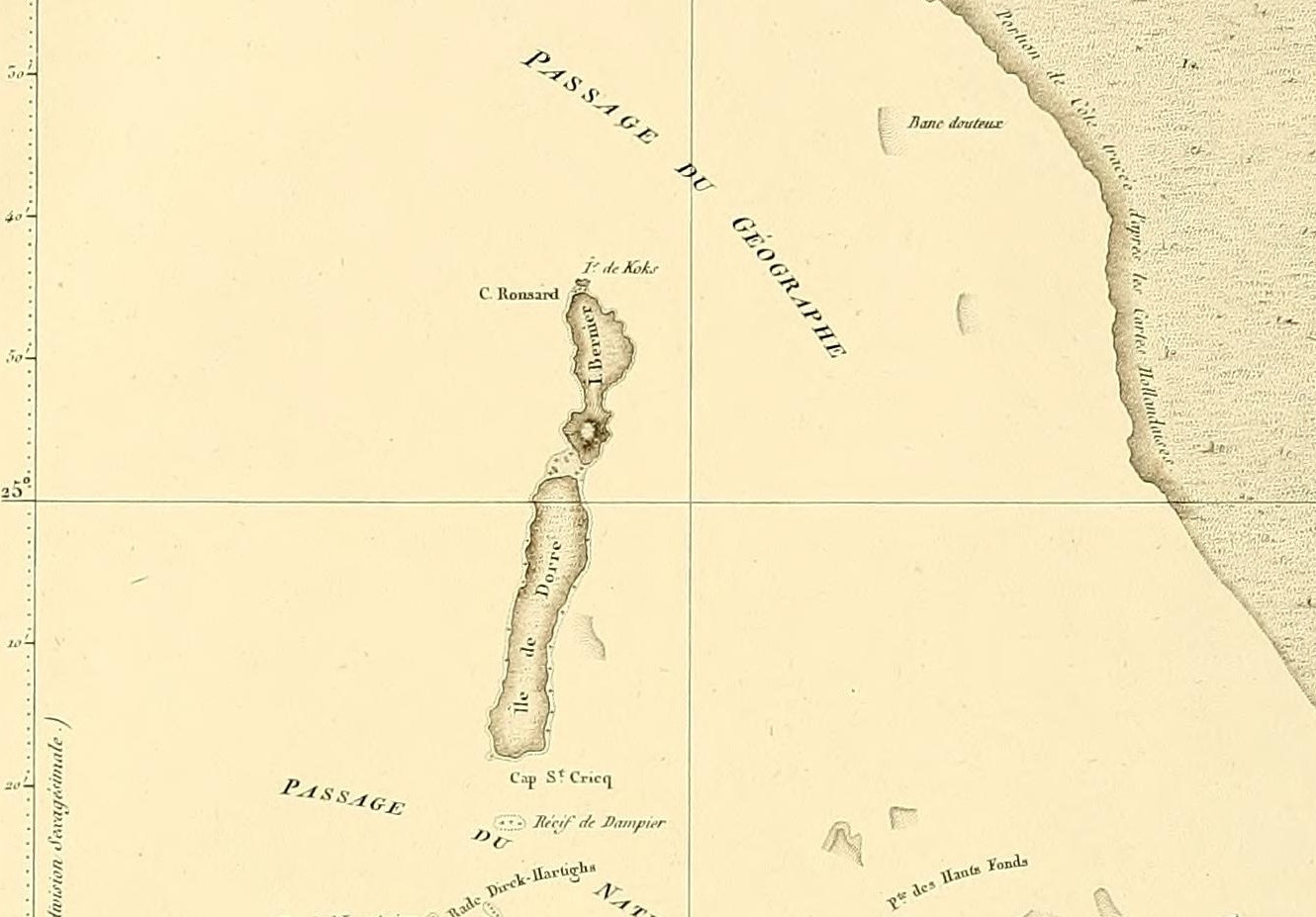
Île Bernier (Atlas de l'expédition Baudin)

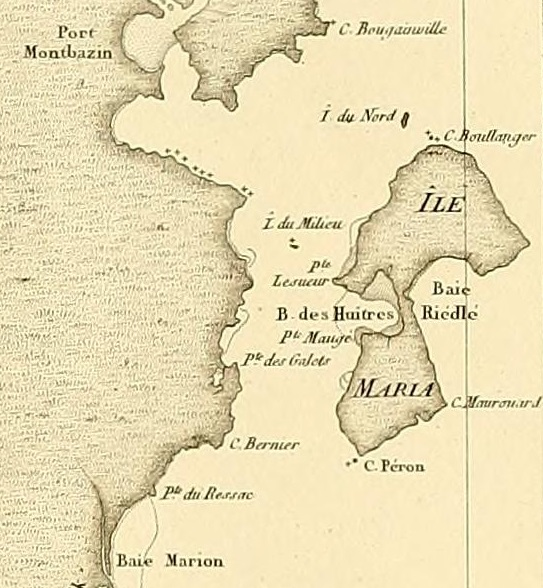
Cap Bernier (Atlas de l'expédition Baudin)

Nicolas Baudin, à l'origine du projet qu'il a porté auprès du Premier consul Napoléon Bonaparte, est le chef de l'expédition et commande le Géographe. Les membres de l'expédition découvrent rapidement son manque de diplomatie. Tous les témoignages concordent sur la nature entière, autoritaire et glacée, rancunière, de son caractère. Les officiers, les équipages et les “savants” lui reprochent son entêtement, son absence de compassion aux souffrances de l’équipage, son indifférence aux précautions d’hygiène, la réalisation d’un grand programme scientifique sous une forte pression. Bernier écrira plus tard de lui : « grave et solitaire, il repoussait tout le monde par ses manières brusques et malhonnêtes ».
Dès le 8 vendémiaire an IX (30 septembre) au matin, Bernier visite les deux corvettes encore dans le bassin, le Géographe, prévu pour son collègue Bissy, Le Naturaliste où il est affecté : « je me suis promené un quart d'heure, sur le pont du Naturaliste, avec le capitaine Hamelin, qui doit le commander. Il est très aimable, très honnête et très prévenant. Après cela, j'ai été sur la jetée voir la mer ; ce spectacle imposant m'a fait une grande impression et, depuis ce moment, je brûle de m'embarquer. Je crois que le voyage sera fort agréable ; l'union la plus intime règne entre les officiers, les astronomes, les botanistes, les minéralogistes, les zoologistes, les géographes, les aspirants, les élèves, les jardiniers : nous sommes tous de jeunes gens; nous avons tous le même zèle ».
Départ du Havre
Le 27 vendémiaire an IX (19 octobre) les deux corvettes appareillent du Havre,. Dans la nuit du 28 au 29 vendémiaire an IX (21 octobre) beaucoup dont Bernier, mais surtout Dumont, sont atteints d'un mal de mer. L'astronome du Naturaliste songe un instant descendre à la première escale, mais dès le lendemain, il est remis sur pied et envisage déjà avec Bory de Saint-Vincent, un autre voyage qui ferait suite à celui qu'ils commencent à peine.
À bord, Bernier se livre même ensuite à plusieurs observations, notamment celle de la distance d'Aldebaran à la lune, dans la nuit du 9 au 10 brumaire an IX (1er novembre) pendant laquelle le ciel est beau et l'atmosphère tempérée. Après quinze jours de mer l'expédition arrive le 2 novembre à Santa Cruz de Ténériffe, où elle fait une escale de onze jours. Bernier écrit de Ténériffe à Lalande qu'il ne s'aperçoit plus du roulis de son bord.
Escale à l'Île-de-France
L'expédition repart de Ténériffe le 13 novembre, franchit l’équateur par environ 23° 40' de longitude ouest (méridien de Paris), le 12 décembre, double le cap de Bonne Espérance, le 3 février 1801 et arrive à l’Île-de-France (Maurice) le 15 mars au soir, quatre mois après l’appareillage du Havre,. Le retard pris dans la traversée a largement contribué à la détérioration de l’atmosphère à bord, qui se solde par le débarquement de dix savants : le jeune astronome Bissy, deux zoologistes, deux botanistes, deux jardiniers et les trois peintres dessinateurs et la désertion de 21 hommes d’équipage. Tous sont mécontents et certains, hospitalisés, inaptes à poursuivre le voyage. Bissy est remplacé par Bernier qui passe le 22 avril du Naturaliste au Géographe.
Par ailleurs, les magasins de la colonie sont vides, en raison de l’état de guerre avec l’Angleterre depuis 1793, qui a rendu précaires les liaisons avec la métropole. L’extrême mauvaise volonté des autorités locales oblige l’expédition à recourir à des capitaines danois, présents sur rade, pour le ravitaillement. Ainsi, dès le départ, le 25 avril 1801, l’équipage doit se contenter d’un mauvais tafia de l’Île à la place du vin, et de biscuits et salaisons avariées. Le pain frais, le vin et la viande fraîche ne seront plus désormais qu’un souvenir. L’expédition quitte l’Île-de-France dans une atmosphère d’autant plus détestable que Baudin refuse de dévoiler ses intentions pour la suite du voyage.
Découverte des Terres Australes
La traversée de l’océan indien s’effectue cependant sans incident et assez rapidement, puisque les deux bâtiments arrivent en vue des côtes australiennes, à hauteur du cap Leeuwin où ils atterrissent le 27 mai, près de sept mois après leur départ de France, et non pas à la Terre de Van Diemen (Tasmanie) comme le prévoient les instructions du départ données par le ministre de la marine. L'expédition Baudin peut enfin commencer sa découverte des terres australes ; elle réalise très rapidement qu'elle va devoir s'accommoder des décisions de son commandant, mais aussi composer avec les conditions climatiques de l'hiver austral (de mai à septembre).
En raison du retard accumulé, Baudin trouve la saison trop avancée pour l’exécution du programme prescrit, et décide d’entreprendre sans délai l’hydrographie de la côte nord-ouest, en remontant vers le nord. Après une partie de cache-cache du Naturaliste d'Hamelin avec le Géographe de Baudin le long de cette côte, les deux navires finissent par se retrouver en septembre 1801 à Coupang (Kupang, à Timor),, qu'ils quittent le 13 novembre pour contourner l’Australie par l’ouest et le sud et, sans faire escale, arriver le 13 janvier 1802 en Tasmanie.
Baudin reprend l'objectif fixé au départ d'une reconnaissance détaillée des côtes du sud-ouest, de l’ouest et du nord de la Nouvelle-Hollande. De sérieux travaux hydrographiques dans les parages sud-est de la Terre de Van Diemen (Tasmanie) sont entrepris. Les corvettes remontent ensuite chacune de leur côté le long de la côte orientale pour se retrouver à la fin du mois de juin 1802 à Port Jackson où elles stationnent près de cinq mois.
Compte tenu de la réduction des équipages, pour cause de mort ou de maladie, Baudin décide de renvoyer en France le Naturaliste et de le remplacer par le Casuarina (une goélette fabriquée en bois de casuarina commandée par Louis de Freycinet). Tous appareillent le 18 novembre 1802 pour se regrouper le 6 décembre à l’île King, (à la sortie ouest du détroit de Bass). Le Naturaliste appareille ensuite pour Le Havre où il accoste le 7 juin 1803 ; Hamelin rapporte les collections d’histoire naturelle, ainsi que les cartes, les mémoires et les observations déjà rédigés.
Le Casuarina reçoit l’ordre d’hydrographier les abords de l’île King, puis les îles Hunter,. Freycinet reconnaît ensuite les golfes de la terre Napoléon sur la côte sud de l’Australie. Lorsqu’il touche l’île Decrès,, Baudin, resté au mouillage pendant 26 jours, en attente d’une chaloupe devant remplacer celle qu’il a perdue à l’appareillage de l’île King, ne l’a pas attendu. Une autre partie de cache-cache commence : Freycinet cherche sans succès son chef à l'archipel Saint-Pierre (en), et Saint-François (en),, puis se décide à gagner le port du roi George,, où Baudin le rejoint, cinq jours plus tard, le 18 février 1803.
Le Géographe et le Casuarina quittent le 1er mars 1803 le port du roi George pour doubler le cap Leeuwin et remonter le long de la côte ouest (Terre d'Endracht, Terre de Witt) et enfin mettre le cap sur Timor où ils arrivent le 6 mai 1803. Très fatigué à son arrivée à Timor, Baudin décide d’y relâcher un mois avant d'en repartir le 3 juin pour reconnaître la côte nord de l’Australie en direction du détroit de Torrès. Parvenu à l’entrée du golfe de Carpentarie, Baudin, épuisé et souffrant, décide de faire demi-tour, pour rallier l’Île-de-France qu'il atteint le 7 août 1803, avec un équipage à bout de forces et des provisions d’eau en voie d’épuisement. Arrivée à son tour le 19 août 1803, la goélette le Casuarina est désarmée à l'île-de-France le 19 août 1803.
Baudin meurt de tuberculose le 16 septembre 1803 à l’Île-de-France où il est inhumé. Milius, ex-commandant en second du Naturaliste, laissé malade au port Jackson le 18 mai 1802 et qui a rejoint entre-temps l’Île-de-France, prend le commandement du Géographe le 29 septembre 1803. Le Géographe appareille ensuite le 16 décembre 1803, fait escale le 3 janvier 1804 au Cap et met un terme à l'expédition Baudin à son arrivée à Lorient le 25 mars 1804.
Contribution de Bernier
Le 25 avril 1801, l'astronome Bissy reste à Île-de-France non sans écrire pour se justifier à Lalande qui lui répond par ce seul mot : Bernier y est. Ce dernier, passé du Naturaliste au Géographe, devient désormais le seul astronome de l'expédition et mesure bientôt les avantages comme les inconvénients de loger sur le navire du commandant de l'expédition : les avantages lorsque Baudin, conscient d'avoir besoin de lui, le ménage et l'invite à sa table pour qu'il se rétablisse vite quand la mauvaise nourriture commence à altérer sa santé, les inconvénients lorsque Bissy l'affanchit des connaissances scientifiques de Baudin sur le magnétisme des aiguilles d'argent qu'on a refusé de lui fournir.
Dès l'atterrissage au cap Leeuwin suivi de la remontée vers le nord le long de la côte occidentale de la Nouvelle-Hollande (Terre d'Edels, Terre d'Endracht, Terre de Witt), Bernier comprend vite les difficultés qui l'attendent et s'en ouvre dans ses correspondances avec son maître Lalande : Baudin n'a relâché qu'en deux endroits sur les quatre cents lieues (2 200 km) qu'il a parcourues sur la côte occidentale, le voyage ne sera pas aussi fructueux qu'il promettait d'être. Le 14 octobre 1801, il n'hésite pas à l'informer aussi depuis Timor de sa parfaite maîtrise des observations en mer et de la précision à laquelle il est désormais parvenu. Les frères Henri et Louis de Freycinet le secondent et le remplacent parfois ; les montres marines de Louis Berthoud lui sont d'un grand secours.
Le 17 novembre 1801, après s'être approché de près d'une des petites îles de la Sonde dès le départ de Timor pour la Tasmanie, il écrit à Lalande : « c'est là que j'ai vu, pour la première fois, les intéressants habitants que nous appelons sauvages ; ces hommes, aussi voisins de la nature qu'il est possible de l'imaginer, sont bien intéressants à connaître. Si le plaisir de vous revoir m'est encore réservé, je vous entretiendrai de leur mœurs, de leurs usages ; j'ai été témoin de leur triste et précaire existence ; je les ai vus sans défense contre les intempéries du chaud et du froid, et leurs combats m'ont révolté par leur barbarie. Quel contraste avec les habitants fortunés de l'île de Timor ! ». Cette curiosité le conduit plus tard avec Lesueur, naturaliste et peintre de l'expédition, à transcrire sur du papier à musique des « chants, airs de danse, et musique du naturel ».
Bernier observe l'éclipse solaire du 4 mars 1802 et celle lunaire du 19 mars. À Port Jackson il établit son observatoire à terre pendant les cinq mois du séjour du second semestre 1802, et n'y manque pas le passage de Mercure sur le Soleil du 9 novembre. La passion pour son métier d'astronome de l'expédition, son besoin de servir alors que sa santé ne cesse de se détériorer du fait de la mauvaise nourriture, lui font refuser la proposition d'Hamelin d'embarquer avec lui sur le Naturaliste lorsque Baudin décide de le renvoyer en France en décembre 1802. Il poursuit sans relâche les quatre mois suivants sa mission sur le Géographe qui découvre la côte sud puis remonte le long de la côte occidentale de l'Australie pour aboutir à Timor et y faire une escale de près d'un mois.
C'est un homme épuisé et d'une faiblesse extrême qui reprend la mer le 3 juin 1803.

### Mort en mer
Bernier meurt de dysenterie en mer de Timor dans la nuit du 5 au 6 juin 1803 après que le Géographe est reparti le 3 de Timor pour reconnaître la côte nord de l’Australie en direction du détroit de Torrès. Dans la consternation générale, son corps est « abandonné aux flots par 12° 35' de latitude australe et 120° 50' de longitude à l'Est du méridien de Paris, ».
Baudin écrit le 29 mai 1803 de Timor qu'il estime avoir bien rempli sa mission, et le 11 août il ajoute de l'Île-de-France : « les maladies qui nous ont affligés pendant notre dernier séjour en mer sur la côte Nord ont occasionné la mort de Bernier, que nous avons tous regretté par ses talents et sa bonne conduite ». L'astronome Lalande conclut de son côté son éloge : « la mort de Bernier est le plus grand inconvénient qui ait résulté de ce voyage, ! ».

## Cartographie
Sur les cartes de l'Australie, Bernier a laissé son nom :
- à l'île Bernier[91],[a 15], située en Australie-Occidentale à l'entrée de la baie Shark[92],[a 16] ; le passage du Géographe[a 17] se trouve entre sa pointe nord et le cap Cuvier[a 18].
- au cap Bernier[93],[94],[95],[a 19], sur la côte orientale de la Tasmanie avec, tout proches, la baie Creek (en)[a 20], la baie Marion[96],[a 21], et un petit vignoble « Cape Bernier »[Note 11].